# BLE 17–28
Die normalspurigen Tenderlokomotiven BLE 17–28 waren Dampflokomotiven, die von 1904 bis 1917 für die Braunschweigische Landes-Eisenbahn-Gesellschaft (BLE) beschafft wurden. Sie waren für den Personen- und Güterverkehr vorgesehen. Die Lokomotiven gelten als eine Modifikation und Weiterentwicklung der preußischen T 3, Musterblatt III-4 e. Es sind zwölf Lokomotiven nach dieser Modifikation bekannt.
Sie wurden nach der Ausmusterung bei der BLE bei anderen Bahngesellschaften weiterverwendet und waren dort bis 1970 in Betrieb.

## Geschichte und Einsatz

### Braunschweigische Landeseisenbahn
Die Lokomotiven waren eine Weiterentwicklung der 1886 beschafften preußischen T 3 und wurden von Hanomag für den Betrieb auf der Landesbahn entwickelt. Äußerlich ähnlich, unterschieden sie sich in wesentlichen Details von ihr, wie dem Treibraddurchmesser, der Heizfläche, dem Zylinderdurchmesser und der Rostfläche. Sie wurden in Zweierlosen über mehrere Jahre bestellt. Sie waren die letzten BLE-Lokomotiven, die noch einen Namen nach Orten und Flüssen bekamen: GLIESMARODE, FALLERSLEBEN, INNERSTE, SCHILDAU, NETTE, FUHSE, BORNUM, IMMENDORF, THIEDE, EHMEN. Nr. 27 und 28 blieben ohne Namen. Die Lok 21 wurde 1931 verkauft, die Lokomotiven 18 und 20 1933.

### DR 89 7532–7540
Nach der Verstaatlichung der BLE 1938 wurden neun Lokomotiven von der Deutschen Reichsbahn übernommen und erhielten die Betriebsnummern 89 7532–7540. 1949 wurden von der Deutschen Bundesbahn vier Lokomotiven (89 7533, 7536, 7537, 7538) und der Deutschen Reichsbahn eine Lokomotive (89 7540) übernommen.  89 7532 wurde an Glaser & Pflaum verkauft und 1951 ausgemustert. 89 7539 wurde 1946 an die Kleinbahn Farge–Wulsdorf verkauft, von der sie 1955 zur Bremervörde-Osterholzer Eisenbahn kam. Die 89 7534 war 1944 in Danzig stationiert und kam nach 1945 in die Sowjetunion. Die von der Bundesbahn übernommene ehemalige BLE 26 war als Rangierlokomotive beim Bahnbetriebswerk Bremen Rbf bis 1970 im Dienst. Dann übernahm der Verein Braunschweiger Verkehrsfreunde die Lokomotive als Nr. 104. Eine Aufarbeitung der Lok war auf Grund eines Kesselrisses wirtschaftlich nicht sinnvoll, sie wurde nur äußerlich hergerichtet. 1997 wurde sie an einen Privatmann in Emmertal-Lüntorf verkauft und sollte als Denkmal aufgestellt werden. 2014 sollen noch Reste der Lok vorhanden gewesen sein. die anderen DB-Lokomotiven wurden zwischen 1954 und 1961 ausgemustert. Die 89 7539 wurde von der DR 1958 verkauft und ist um 1964 ausgemustert worden.

### DR 89 6208 und 6220
Die ehemalige BLE 21, die bei der Privatbahn den Beinamen Nette hatte, wurde 1925 an die Dahme-Uckroer Eisenbahn verkauft und erhielt dort die Nummer 1 in Zweitbesetzung. 1940 wurde sie von dem Landesverkehrsamt Brandenburg übernommen und als LVDB 7-20 eingereiht. Die Lokomotive wurde 1944 wegen ihres desolaten Zustandes der Feuerbüchse abgestellt. Nach dem Zweiten Weltkrieg wurde sie von der Deutschen Reichsbahn übernommen und erhielt 1950 die Betriebsnummer 89 6208. 1950 und 1953 war die Lokomotive im Bahnbetriebswerk Luckau beheimatet, 1957 im Bahnbetriebswerk Hoyerswerda und 1962 im Bahnbetriebswerk Bautzen. 1965 wurde sie im Bahnbetriebswerk Kamenz ausgemustert.
Die ehemalige BLE 23 mit dem Beinamen Bornum wurde 1938 bei der Verstaatlichung der BLE von der Deutschen Reichsbahn übernommen und erhielt die Nummer 89 7535. Im Dezember desselben Jahres gelangte sie zur Anschlussbahn der Heeresversuchsanstalt Hillersleben. Die Lokomotive wurde 1945 auf der Bahnstrecke Haldensleben–Gardelegen Nr. 298 vorgefunden und kam als 89 6220 zur Deutschen Reichsbahn. Die Lokomotive blieb bis zur Ausmusterung 1967 beim Bahnbetriebswerk Haldensleben.

## Konstruktion
Die Braunschweigische Landeseisenbahn gab Hanomag den Auftrag nach Musterblatt III-4 e mit Änderungen wie dem Zylinderdurchmesser, der Rostfläche, der Heizfläche und der Zahl der Heizrohre.
Äußerlich unterschieden sich die Loks von der Normalform der T 3 durch die innen liegenden Dampfeinströmrohre, den größeren Dampfdom auf dem ersten Kesselschuss, den Sandkasten und durch ein kleines seitliches Fenster im Führerhaus. Außerdem besaßen alle T 3 der BLE verstärkte Pufferbohlen.